# カイロス (アルバム)
『カイロス』（Kairos）は、ブラジルのヘヴィメタルバンド・セパルトゥラが2011年に発表した12作目のスタジオ・アルバム。バンドは2010年にニュークリア・ブラストとの契約を得て、本作は移籍第1弾アルバムとして発表された（ただし、日本盤は前作『A-LEX』と同じアヴァロン・レーベルより発売）。

## 解説
メンバーのアンドレアス・キッサーによれば、本作は「時」の概念をテーマとしており、音楽的には「オールドスクール」な作品と説明されている。ブルース・ディッキンソンやハルフォード等との仕事で知られるロイ・Zがプロデュースした。
「ジャスト・ワン・フィックス」はミニストリーのカヴァー。また、ヨーロッパ限定デジパック（CD+DVD）および日本盤CDにはボーナス・トラックが2曲追加され、そのうち「ファイアスターター」はプロディジーが1996年に発表した曲のカヴァー。
本作発表後のヨーロッパ・ツアーでジーン・ドラベラが腕に痛みを訴えたため、Torture SquadのドラマーAmílcar Christófaroが一時的に代役を務めた。そして、2011年11月にはエロイ・カサグランデ（元アンドレ・マトス）が正式にドラベラの後任として加入しており、本作はドラベラ在籍時としては最後のアルバムとなった。

## 収録曲
特記なき楽曲は作詞：アンドレアス・キッサー、デリック・グリーン／作曲：アンドレアス・キッサー、ジーン・ドラベラ、デリック・グリーン。4. 8. 12. 15.はインストゥルメンタル。
1. スペクトラム - "Spectrum" - 4:01
2. カイロス - "Kairos" - 3:36
3. リレントレス - "Relentless" - 3:35
4. 2011 - "2011" - 0:29
5. ジャスト・ワン・フィックス - "Just One Fix" - 3:31
  - 作詞・作曲：ミニストリー
6. ダイアログ - "Dialog" - 4:55
7. マスク - "Mask" - 4:29
8. 1433 - "1433" - 0:30
9. シーズ - "Seethe" - 2:25
10. ボーン・ストロング - "Born Strong" - 4:38
11. インブレイス・ザ・ストーム - "Embrace the Storm" - 3:30
12. 5772 - "5772" - 0:27
13. ノー・ワン・ウィル・スタンド - "No One Will Stand" - 3:15
14. ストラクチャー・ヴァイオレンス - "Structure Violence (Azzes)" - 5:37
15. 4648 - "4648" - 0:28

### ボーナス・トラック
1. ファイアスターター - "Firestarter" - 4:31
  - 作詞・作曲：Liam Howlett、Keith Flint、Kim Deal、Anne Dudley、Trevor Horn、J.J. Jeczalik、Gary Langan、Paul Morley
2. ポイント・オヴ・ノー・リターン - "Point of No Return" - 3:24

## 参加ミュージシャン
- デリック・グリーン - ボーカル
- アンドレアス・キッサー - ギター
- パウロJr. - ベース
- ジーン・ドラベラ - ドラムス、パーカッション